# Nganassan
Nganassan (antigament en rus тавгийский, tavgiiski, o тавгийско-самоедский, tavgiisko-samoiedski; per l'etnònim тавги, tavgi) és l'idioma dels nganassans. El 2002 era parlat per 500 dels 830 nganassans a les parts sud-oest i central de la Península de Taimir.

## Classificació
El nganassan és la més divergent de les llengües samoiedes de la família uraliana (Janhunen 1998). Es divideix en dos dialectes principals, Avam (авамский говор,avamsky govor) i Vadeiev (вадеевский говор,vadeyevsky govor).

## Gramàtica
Les característiques fonètiques del nganassan inclou vuit vocals, dues d'elles diftongades (amb estatus de diftongs, p.e. /ⁱa/ i /ᵘa/), probablement no són diftongs (sinó seqüències vocàliques), i al voltant de 20 fonemes consonants.
Un dels trets més característics del nganassan és l'alternança consonàntica, pel que fa als fonemes b, t, k, s (sʼ) i llurs combinacions nasals mb, nt, ŋk, ns.

## Ortografia
Des del 1990 s'ha adaptat l'alfabet ciríl·lic per a aquesta llengua:
| А а | Б б | В в | Г г | Д д | Е е | Ё ё | Ж ж |
| З з | З̌ з̌ | И и | Й й | ’’  | К к | Л л | М м |
| Н н | Ӈ ӈ | О о | Ө ө | П п | Р р | С с | Ç ç |
| Т т | У у | Ү ү | Ф ф | Х х | Ц ц | Ч ч | Ш ш |
| Щ щ | Ъ ъ | Ы ы | Ь ь | Э э | Ә ә | Ю ю | Я я |